# Ксенозавр великий
Ксенозавр великий (Xenosaurus grandis) — вид ящірок, найбільший представник роду Ксенозавр з родини Ксенозаврів. Має 5 підвидів.

## Опис
Загальна довжина сягає 24 см. Має дуже велику голову, плаский тулуб, дуже тонкий й округлий хвіст. Колір спини бурий з жовтувато-коричневими плямами, колір голови однорідний. Кінцівки у цієї ящірки потужні та міцні. Луска тулуба та черева дрібна. Спина також вкрита численними горбиками.

## Спосіб життя
Полюбляє вологі тропічні ліси, передгір'я. Гарно лазає по камінням та скелям. Ховається під камінням та серед дерев, іноді у дуплах. Активний вночі. Харчується термітами, мурахами, іноді дрібними ссавцями, квітами рослин і фруктами. Найбільшими ворогами цього ксенозавра є орли. При небезпеці широко роззяває рот, укус великого ксенозавра може також бути небезпечним. 
Це яйцеживородні ящірки. Самка народжує 2—3 дитинчат розміром до 4 см. 

## Розповсюдження
Мешкає у південно—східній Мексиці та Гватемалі.

## Підвиди
- Xenosaurus grandis rackhami
- Xenosaurus grandis agrenon
- Xenosaurus grandis arboreus
- Xenosaurus grandis grandis
- Xenosaurus grandis sanmartinensis